# Klepisko (podłoga)

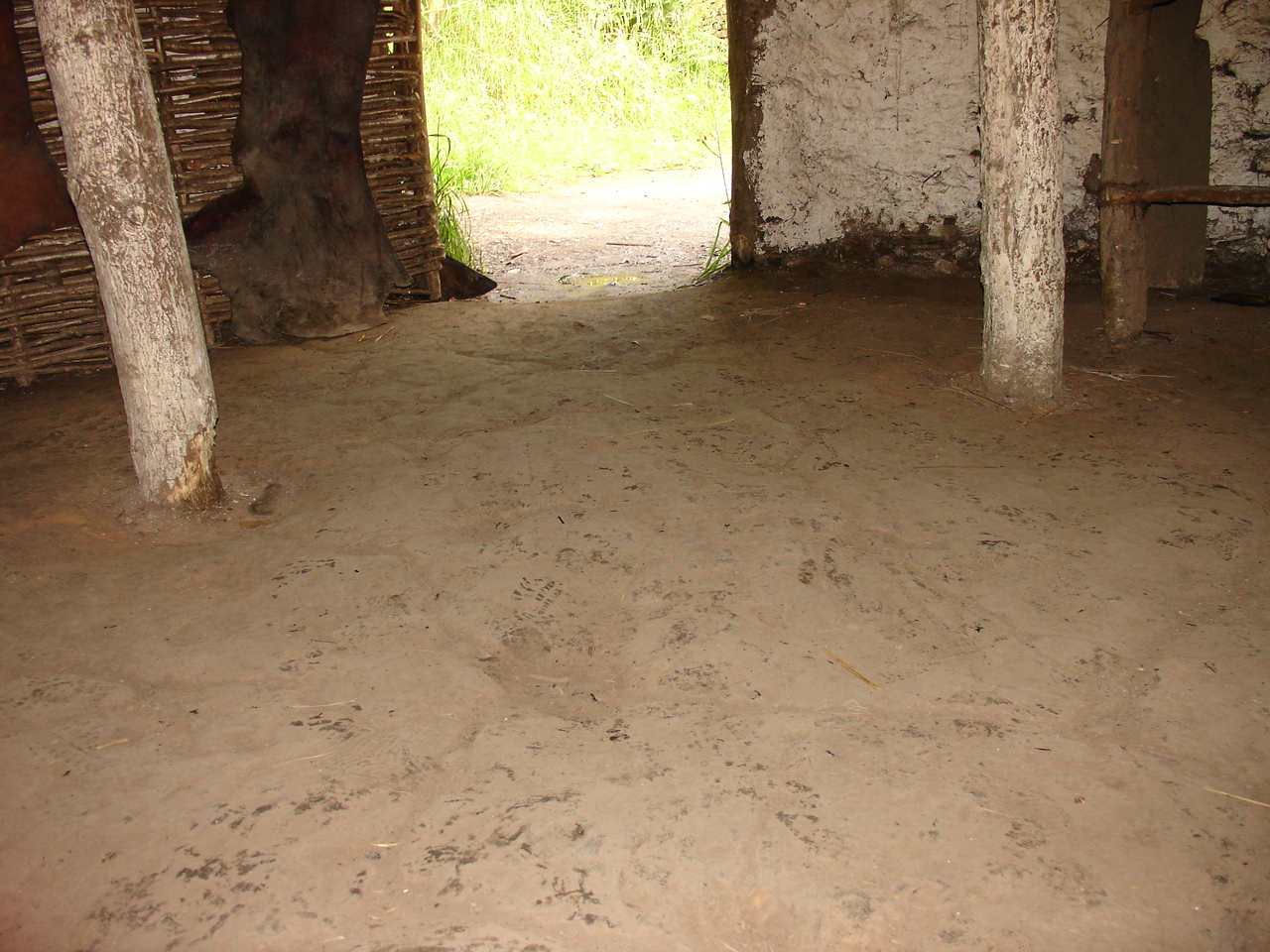
Klepisko w celtyckiej chacie

Klepisko – rodzaj powierzchni wykonanej z ubitej, wyschniętej gliny czasami z domieszką sieczki, plew lub trocin.